# Àrea lingüística mesoamericana

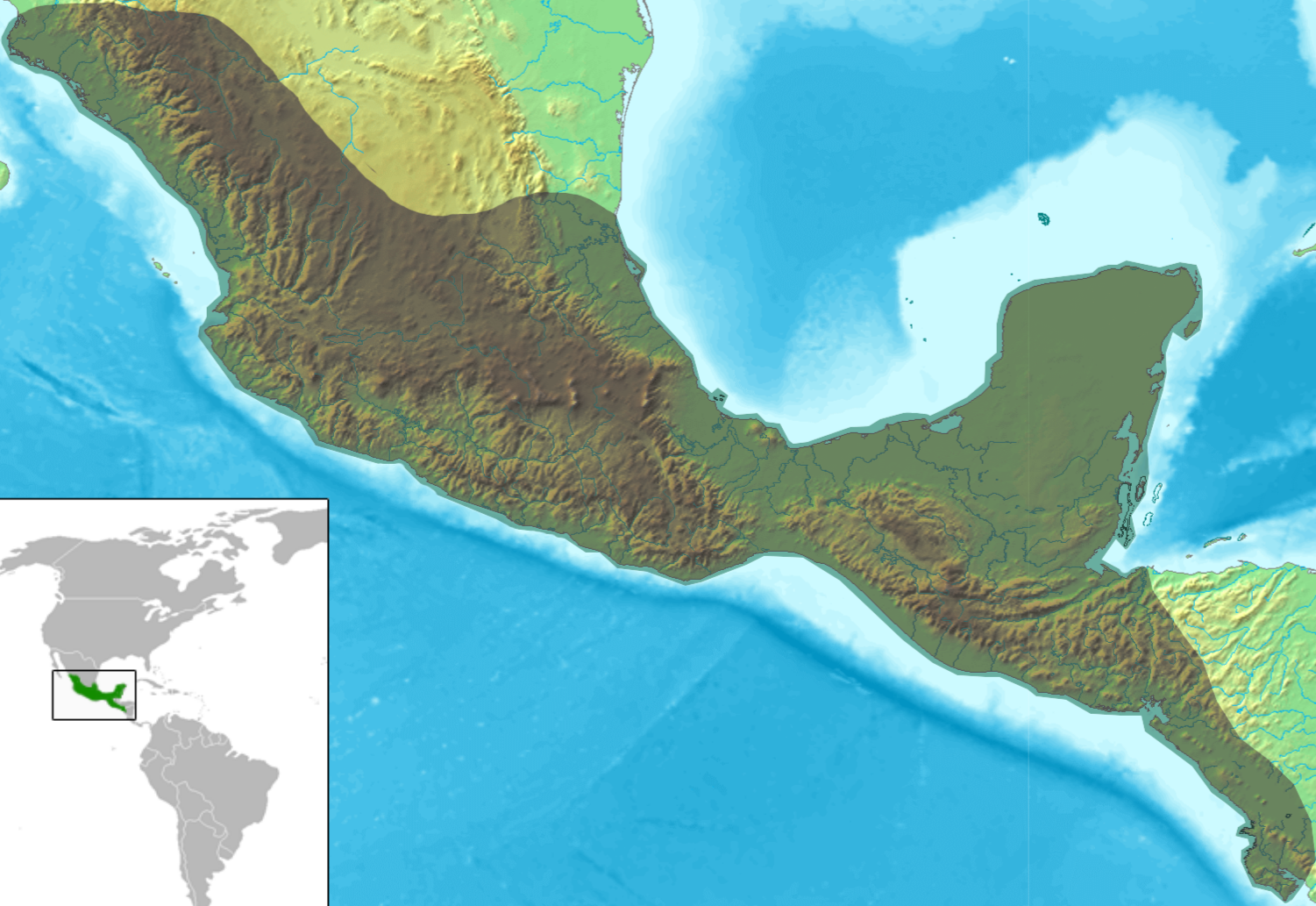
Ubicació de Mesoamèrica al continent.

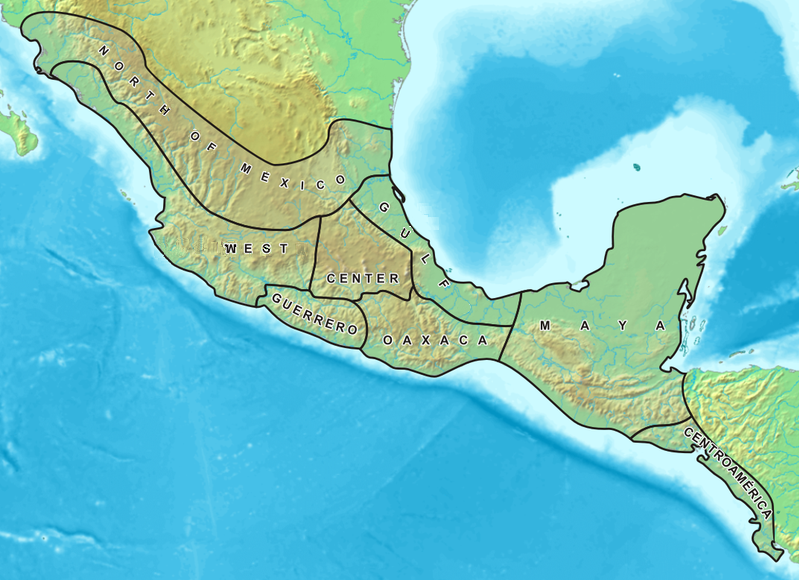
Zones culturals mesoamericanes

L'àrea lingüística mesoamericana és una àrea lingüística que abasta a diverses de les llengües indígenes que van ser i són parlades en l'àrea cultural denominada Mesoamèrica. El domini lingüístic mesoamericà és definit per un cert ordre sintàctic, trets fonològics i lèxics, així com diversos trets etnolingüístics detectats en les llengües dels pobles mesoamericans. Això fins i tot quan a la regió existeix un gran nombre de famílies —uto-asteca, maies, totonacanes, otomang, hoka i mixe-zoque—, així com diverses llengües ameríndirs la filiació de les quals no ha estat demostrada i, per tant, són considerades com llengües aïllades.

## Història de la lingüística a l'àrea mesoamericana
Les similituds detectades entre molts dels idiomes mesoamericans han proporcionat als investigadors l'evidència per proposar la constitució d'un sprachbund des de 1959. La proposta no es va consolidar fins a 1986, quan Lyle Campbell, Terrence Kaufman i Thomas Smith-Stark van emprar una rigorosa anàlisi que demostrava que les similituds entre diversos idiomes mesoamericans no podien passar-se per alt, per concloure que els orígens d'aquest fenomen van ser causats per la difusió més que per casualitat, i aquest és un dels criteris per a la definició d'una àrea lingüística.
En el seu article "Meso-America as a Linguistic Area" (1986), els autors a dalt esmentats van explorar diversos trets proposats per a l'àrea mesoamericana, dels quals van descartar bastants per trobar-los poc sustentats o no ser únics de la regió. No obstant això, van demostrar que cinc trets característics estaven bastant difosos entre diversos idiomes, en una zona els límits de la qual coincidien amb els de Mesoamèrica i probablement tenien origen en fenòmens de difusió cultural. Van comparar aquestes característiques amb els trets definitoris d'altres àrees lingüístiques ja ben establertes per llavors —com Àsia Oriental i l'àrea lingüística dels Balcans— i van concloure que la mesoamericana podria ser considerada entre les àrees lingüístiques que millor coneixem.
També van assenyalar que alguns dels trets que ells havien rebutjat podien ser presos en consideració per reforçar la proposta, però que no els havien considerat suficients com a evidència, en comparació dels triats per ells.

## Trets definitoris de l'àrea lingüística mesoamericana
La següent és una descripció breu dels trets lingüístics considerats per Campbell, Kaufman i Smith-Stark en la seva definició de l'àrea lingüística mesoamericana.

### Possessió nominal
Molts dels idiomes indígenes*mesoamericans mostren un particular estil de construcció per a la possessió de nominals. és molt comú la construcció el seu + substantiu2 + substantiu1 que significa el substantiu2 del substantiu1.
Per exemple, la frase quitxé (maia) u-tzi' le achih = "el gos de l'home", significa literalment "el seu-gos l'home". Una construcció equivalent en nàhuatl (uto-asteca) és ī itzcuin yn tlácatl.

### Substantius relacionals
Un altre tret oposat en diversos llenguatges mesoamericans és l'existència de substantius relacionals. Aquesta classe de substantius són emprats per expressar, entre d'altres, relacions espacials. S'assemblen molt a les preposicions en les llengües indoeuropees però es componen d'un substantiu i afixos possessius.
Exemples
Pipil (uto-asteca):
nu-wa:n "amb mi" (nu- significa "meu")
mu-wa:n "amb tu" (mu- significa "teu")
i-wa:n "amb ella" (i- significa "seu")
Mame (maia):
n-wits-a "sobre mí" (n- significa "meu")
t-wits "sobre ell" (t- significa "seu").

### Sistema vigesimal de numeració
Tots els idiomes mesoamericans tenen un sistema vigesimal de numeració, això vol dir que la base dels seus sistemes és el nombre vint. Alguns idiomes fora de l'àrea cultural mesoamericana, però fronterers o propers a ella, també tenen sistemes similars, però són considerats com a derivats de fenòmens de difusió.

### Absència de verbs al final de l'oració
Cap llengua mesoamericana situa el verb al final de l'ordre sintàctic de les oracions, tot i que diversos idiomes fronterers posseeixen un ordre Subjecte Objecte Verb.

### Calcs semàntics àmpliament difosos
Una evidència sòlida de la difusió entre les llengües mesoamericanes és proveïda pel gran nombre de calcs semàntics que es troben àmpliament difosos a l'àrea. Per exemple, en molts idiomes mesoamericans, les paraules per designar objectes específics són construïdes mitjançant l'ocupació de dos temes diferents, i en molts casos els temes són semànticament idèntics, encara que manquen de relació lingüística.
Alguns d'aquests calcs són:
- cama-cap per designar el genoll
- cérvol-serp, per a pitó
- pedra-cendra, per a pedra calcària [nàhuatl et-nex-]
- rajo-coll, per a nina de la mà [nàhuatl ma-kech]
- ocell-pedra, per a ou [nàhuatl totol-et]
- sagni-camí, per a vena
- moldre-pedra per a peça molar
- boca, per a riba [nàhuatl ā-tēn- 'aigua-boca' = 'riba']
- déu-excrement o sol-excrement, per a or [nàhuatl teo-cuica-]
- mà-mare, per a dit polze
- aigua-muntanya, per a poble [nàhuatl āl-tepē-,]